# Rose Township (Ohio)
Rose Township ist eines von 14 Townships des Carroll Countys im US-Bundesstaat Ohio. Nach der Volkszählung im Jahr 2000 waren hier 1603 Einwohner registriert.

## Geographie
Rose Township liegt im äußersten Westen des Carroll Countys im Osten von Ohio und grenzt im Uhrzeigersinn an die Townships: Sandy Township im Stark County, Brown Township, Harrison Township, Monroe Township, Warren Township im Tuscarawas County und Pike Township (Stark County).
Die nördliche Grenze des Townships wird durch den Seven Ranges Terminus markiert.

## Verwaltung
Das Township wird durch ein Board of Trustees, bestehend aus drei gewählten Mitgliedern, verwaltet. Zwei Personen werden jeweils im Jahr nach der Präsidentschaftswahl gewählt und eine jeweils im Jahr davor. Die Amtszeit dauert in der Regel vier Jahre und beginnt jeweils am 1. Januar. Daneben gibt es noch einen Township Clerk (zuständig für Finanzen und Budget), der ebenfalls im Jahr vor der Präsidentschaftswahl auf eine vierjährige Amtszeit gewählt wird. Dessen Amtszeit beginnt jeweils am 1. April.